# Département de Goudomp
Le département de Goudomp est l'un des 46 départements du Sénégal et l'un des 3 départements de la région de Sédhiou, en Casamance, dans le sud du pays.
Il a été créé par un décret du 10 juillet 2008.
Son chef-lieu est Goudomp.
Ses arrondissements sont :
- Arrondissement de Djibanar
- Arrondissement de Simbandi Brassou
- Arrondissement de Karantaba

Les localités ayant le statut de commune sont :
- Goudomp, depuis 1990[2]
- Samine, créée en 2008[3]
- Tanaff, créée en 2008[3]
- Diattacounda, créée en 2008[3]